# 浅利幸彦
浅利 幸彦（あさり ゆきひこ、1956年9月30日 - ）は、日本の歯科医師、予言研究家。
静岡県沼津市出身。東京歯科大学卒業。ノストラダムスの予言について研究し、これらに関連する著作などもある。すべての著作においてノストラダムスの予言は全四行詩一事件解釈としている。

## 主な著書
- 『神の正体』（1985年、時の経済社）
- 『神の正体 II ノストラダムス真解釈』（1985年、時の経済社）
- 『未来からの大警告』（1985年、徳間書店）
- 『セザール・ノストラダムスの超時空最終預言』上下巻（1992年、徳間書店）
- 『ノストラダムスは知っていた』（1999年、徳間書店）
- 『未来は奴隷制よりもひどい家畜人ヤプーの世界 悪魔的未来人「サタン」の超逆襲!（2012年、ヒカルランド）

## 出演

### テレビ
- ビートたけしのTVタックル